# 哪吒降妖记
《哪吒降妖记》，2020年中国大陆古装神话剧。由蒋依依、吴佳怡、代超、朱圣祎、魏巍领衔主演，于2018年10月杀青。於2020年6月15日在湖南卫视青春进行时正式开播。台灣OTT由LiTV 線上影視全劇上架。

## 播出时间
| 频道          | 所在地   | 播出日期       | 播映时间                 | 备注       |
| ------------- | -------- | -------------- | ------------------------ | ---------- |
| 湖南卫视      | 中国大陆 | 2020年6月15日  | 星期一至二 22:00 - 00:00 | 青春进行时 |
| 八度空间      | 马来西亚 | 2021年2月15日  | 星期一至四 21:00 - 22:00 | 亚洲精选   |
| dimsum        | 马来西亚 | 2020年         | 全剧集数上架             |            |
| LiTV 線上影視 | 臺灣     | 2023年10月26日 | 全劇上架                 |            |

## 故事大綱
哪吒见天下大旱，不忍众生遭劫，前往水族兴师问罪，误杀东海龙王三太子敖丙，东海龙王于是前往陈塘关兴师问罪，哪咤由于不愿牵累父母，于是割肉还母，剔骨还父，当场自戕，以此谢罪。如来佛祖念其孝心，遂命太乙真人帶著元神靈珠子前往面見觀音大士協助将碧藕为骨，荷叶为衣，为哪吒重造仙躯，使之起死回生，然而代价有二，其一，哪吒需入凡尘，寻回五样随身法宝，其二则需帮助小龙女打败蛇姬、复兴水族，如此哪吒方能偿还所有罪衍，与家人团圆。后来哪吒发现昔日大旱与敖丙之死，均为蛇姬逆谋篡位的手段。她与妖族大帝连手，将四位龙王囚禁，才使得龙宫易主，从此成了四海之王。就在一同寻找法宝、以及对抗蛇姬追杀的旅途中，小龙女与哪吒从原本不信任的敌对立场，逐渐建立了深厚的情感，两人携手合作，最后总算集齐了五项法宝，打败蛇姬与妖族大帝，成功替水族复国，伸张了正义。

## 演员列表

### 主要演员
| 频道          | 所在地   | 播出日期       | 播映时间                 | 备注       |
| ------------- | -------- | -------------- | ------------------------ | ---------- |
| 湖南卫视      | 中国大陆 | 2020年6月15日  | 星期一至二 22:00 - 00:00 | 青春进行时 |
| 八度空间      | 马来西亚 | 2021年2月15日  | 星期一至四 21:00 - 22:00 | 亚洲精选   |
| dimsum        | 马来西亚 | 2020年         | 全剧集数上架             |            |
| LiTV 線上影視 | 臺灣     | 2023年10月26日 | 全劇上架                 |            |

| 演員                       | 角色          | 介紹 |
| 蒋依依 童年:李亦航         | 哪吒          | 前世为太乙真人身边的灵珠子，下凡转世成为了陈塘关李靖之子；他是敢爱敢恨、勇往直前、伸张正义、从不轻易言败的小英雄，亦是有血有肉、个性十足的少年；对待朋友仗义侠气，虽乖张顽皮，却善良孝顺，待人真诚；他法力高强，腕戴乾坤圈，身披混天绫，手使火尖枪、脚踏风火轮，腰系九龙神火罩，最后还生出了三头六臂的法相。 |
| 吴佳怡 童年:崔雅涵(阿拉蕾) | 小龙女        | 东海公主；作为龙族的一员，天生就带有一丝大气；她柔美又娇嗔，是东海龙王最宠爱的小女儿；观音大士在她出生那年便预言她未来会是统领整个水族的四海共主；她手持一把不知名，也不常用的宝剑，法宝是金水令牌和银水令牌，法术口诀为万水精元和冰灵清清。                                                                 |
| 代超                       | 摩昂          | 西海龙王之子摩昂，十岁就被立为太子，手持三棱锏当武器，威力强大；个性忠勇、生性正直，深受西海龙王喜爱，是水族第二代中最杰出的后代；与小龙女上演了一段令人难忘的情感纠葛，在个人私情与复国大业间毅然做出最正确的选择。                                                                                         |
| 朱圣祎 童年:陶奕希         | 水精灵/火琉璃 | 小龙女护身法宝“金水令牌”中的精灵，负责守护小龙女；五百年前的仙妖大战中，被敖广带回龙宫，和小龙女一起长大；画天幻境神异山三公主火琉璃的双生妹妹。 |
| 魏巍                       | 風嘯歌        | 前身为风火居士和玉仙轮，在云仙洞看守被封印的妖族大帝五百年；后于七星连珠之日，在风水宝地炼化，成为哪吒五宝之一的风火轮，在法宝中排行老大。 |

### 其他演员
| 演員   | 角色             | 介紹 |
| 牟凤彬 | 李靖             | 商代陈塘关的总兵官，常年镇守关隘军务，哪吒之父。 |
| 吴恙   | 姚纯纯           | 陈塘关总兵李靖之妻，哪吒之母；怀胎三年零六个月之苦生下哪吒，常给哪吒做糖水棍。 |
| 狄龙   | 太乙真人         | 昆仑仙院师尊，哪吒的师父；哪吒死后变回灵珠子后，他和观音大士一起为哪吒重塑了肉身，帮他恢复了生前的记忆。 |
| 高梓淇 | 杨戬             | 昆仑仙院大师兄，他的武器为三尖两刃刀；暗恋神火女却波折重重，最后断了七情六欲，跟随观音大士修道。 |
| 丁溪鹤 | 段无浊（续有清） | 原为昆仑仙院的三仙师之一的玄明大士，后成为哪吒五宝之一的乾坤圈，在法宝中排行老二；狐小玉曾为他起名“续有清”。 |
| 胡龄萌 | 神火女           | 原为昆仑仙院的三仙师之一的炎姬，后成为哪吒五宝之一的九龙神火罩，在法宝中排行老三。 |
| 师铭泽 | 火龙             | 在云仙洞看守被封印的妖族大帝五百年，后成为哪吒五宝之一的火尖枪，在法宝中排名老四。 |
| 崔恬伊 | 绫儿             | 原为昆仑仙院的三仙师之一的天儿，后成为哪吒五宝之一的混天绫，在法宝中排行老五。 |
| 黃建群 | 敖广             | 东海龙王，为“四海龙王”之首，亦为所有水族龙王之首；统治东海之洋，主宰着雨水、雷鸣、洪灾、海潮、海啸等；有三个亲弟弟：南海龙王敖钦、北海龙王敖顺、西海龙王敖闰；曾在五百年前的仙妖大战中，与太乙真人联手封印了妖族大帝。 |
| 韩帅   | 敖揭             | 东海大太子，武器为三叉戟；性格胆小懦弱，为了活命，不惜在蛇姬面前做小伏低。 |
| 彭士腾 | 敖丙             | 东海三太子，武器为方天画戟；被妖族变幻的假哪吒所杀。 |
| 苑琼丹 | 龟仙人           | 陷空岛龟族长老，年龄超一万岁，法宝是记忆宝盆。 |
| 周仕祺 | 龟怒             | 陷空岛龟族将军，带领龟族士兵进入画天幻境对抗妖兵。 |
| 吴廷烨 | 妖族大帝         | 大魔头，蛇姬（玉纤）、鱼姬之父；曾被镇压在云仙洞中达五百年。 |
| 李昕岳 | 玉纤（蛇姬）     | 妖族公主，妖族大帝的女儿，敖广的第二任妻子。 |
| 夏嫣   | 鱼姬             | 妖族大帝和鱼妖的私生女，妖族无名无实的公主；隐藏真实身份，假意为蛇姬効力。 |
| 魏炳桦 | 暗黑使者         | 痴心人，被心中至爱蛇姬下毒蛊控制。 |
| 方家翊 | 丑宰相           | 小丑鱼精，原为东海龙王敖广的手下，后背叛龙王转投蛇姬；被暗黑使者所杀。 |
| 高宇阳 | 金宝（咕咕蛙）   | 青蛙精，效忠妖族大帝；为夺得玉仙轮、救出妖族大帝，跟哪吒等人在昆仑仙院一起学习了十年。 |
| 施璇   | 银宝（嘟嘟蛙）   | 青蛙精，效忠妖族大帝，为夺得玉仙轮、救出妖族大帝，跟哪吒等人在昆仑仙院一起学习了十年。 |
| 臧洪娜 | 杨婶儿/狐狸嬷嬷  | 姚纯纯的贴身女仆，哪吒最爱吃她做的菜。妖族大帝的手下狐狸嬷嬷也一直以她的形象示人，试图偷到玉仙轮。 |
| 马梦乔 | 狐小玉           | 狐狸嬷嬷的义女，因偷吃村民的一头耕牛，被失忆后化名段无浊的乾坤圈捉住；此后用记忆宝盆篡改了段无浊的记忆，与他成为有名无实的夫妻。                                                                                       |
| 王芳   | 乌鸦大娘         | 荆蛮小镇的乌鸦精，好事说不灵，坏事一说就灵；后收留被打回原形的狐小玉。 |
| 王美心 | 梅姐姐           | 福泽院院长，专门收留照料孤儿；风啸歌最爱吃她做的梅干菜包子。 |
| 尹熙水 | 冥王             | 无间之岛岛主，负责看守三界极恶之人；在哪吒的帮助下，筑建了玲珑宝塔。 |
| 李恩西 | 野菊             | 原为婆娑岛上的野菊，后被失忆的神火女用法术变成了人，和神火女、孔雀三人创立了女为尊、男为卑的神火国。 |
| 黄思涵 | 孔雀             | 原为婆娑岛上的孔雀，后被失忆的神火女用法术变成了人，和神火女、野菊三人创立了女为尊、男为卑的神火国。 |
| 赵樱子 | 白泽             | 画天幻境神异山大公主，灵兽族，负责看守被金水令牌、银水令牌封印的毒穷奇；通天下万物之情，晓天下万物状貌；原形是狮子身姿，头上有一角，留着山羊胡子。                                                                     |
| 梁爱琳 | 青鸾             | 画天幻境神异山二公主，灵兽族，负责与白泽一起看守被金水令牌、银水令牌封印的毒穷奇。 |
| 葛杨曦 | 朱厌             | 画天幻境神异山守将。 |
| 林杉   | 李楚飞           | 商人，世代以捕捉灵兽来织锁麟布卖钱为生；曾经迷惑绫儿；被穷奇所杀。 |
| 陶慧敏 | 观音             | |

## 电视剧歌曲
| 曲序 | 曲目               |        | 作曲   | 编曲 | 演唱            |
| ---- | ------------------ | ------ | ------ | ---- | --------------- |
| 1.   | 鬧（片头曲）       | 嚴藝丹 | 嚴藝丹 | 紀元 | 嚴藝丹、顏·樂隊 |
| 2.   | 不過是愛（片尾曲） | 嚴藝丹 | 嚴藝丹 | 紀元 | 嚴藝丹          |
| 3.   | 還你（插曲）       | 嚴藝丹 | 嚴藝丹 | 紀元 | 嚴藝丹、顏·樂隊 |
| 4.   | 哪吒（插曲）       | 嚴藝丹 | 嚴藝丹 | 紀元 | 嚴藝丹          |